# Мишальон, Ашиль-Этна
Ашиль-Этна Мишальон (фр. Achille Etna Michallon; 22 октября 1796, Париж — 24 сентября 1822, Париж) — французский живописец, выдающийся пейзажист эпохи романтизма.

## Жизнь и творчество
Будущий художник родился в семье скульптора Клода Мишальона (1751—1799) и Мари-Мадлен Кювильон, невестки скульптора Гийома Франсена, сына Клода-Клера Франсена. После смерти матери в 1813 году его воспитывал дядя, также скульптор Гийом Франсен (1741—1830).
В 1817 году Ашиль стал первым лауреатом Римской премии за исторический пейзаж, учреждённой в 1816 году по инициативе Пьера-Анри де Валансьена (1750—1819). Мишальон учился в мастерской Валансьена, а также у Жака Луи Давида (1748—1825).
В 1808 году работы Мишальона в мастерской Давида увидел князь Николай Борисович Юсупов. Князь назвал начинающего художника «молодым Пуссеном» и назначил ему пансион. В 1812 году Ашиль-Этна дебютировал в Парижском салоне, затем вновь выставлял там свои работы в 1819 и в 1822 годах. 
В 1816 году молодой художник картиной «Демокрит и жители Абдеры» завоевал Римскую премию по разделу пейзажной живописи и в том же году уехал в Италию. Он пересёк Швейцарию, Ломбардию, проехал через Флоренцию, прежде чем прибыть в Рим, куда несколькими годами ранее приехал его отец. Он продолжил своё образование при Французской академии в Риме. Мишальон также путешествовал по южной Италии, посетил Помпеи и Сицилию. В Неаполе он был впечатлён творчеством Сальватора Розы.
Римская премия принесла художнику официальные заказы, в частности на картины для Галереи Дианы в замке Фонтенбло. Вернувшись в 1820 году в Париж, он открыл собственную мастерскую, среди своих учеников числил Камиля Коро, с которым он отправился в лес Фонтенбло, где нашёл любимые мотивы для своих романтических пейзажей. На этом основании Мишальона причисляют к художникам-предшественникам барбизонской школы.
С 1821 года Мишальон стал давать уроки рисунка в Париже. Мастерство пейзажиста составило ему большое количество почитателей среди влиятельных современников, одними из них стали герцогиня Мария-Каролина Беррийская (1798—1870) и виконт Александр-Эмиль Леспин.
Пневмония унесла художника в ночь с 23 на 24 сентября 1822 года. Среди его учеников помимо Коро были Антуан Гиндран, Огюстен Франсуа Леметр и Пьер Мари Жозеф Верне.

## Галерея

Пейзаж с замком и пастухами. 1814. Бумага, сепия, гуашь. Музей искусств, Кливленд, США
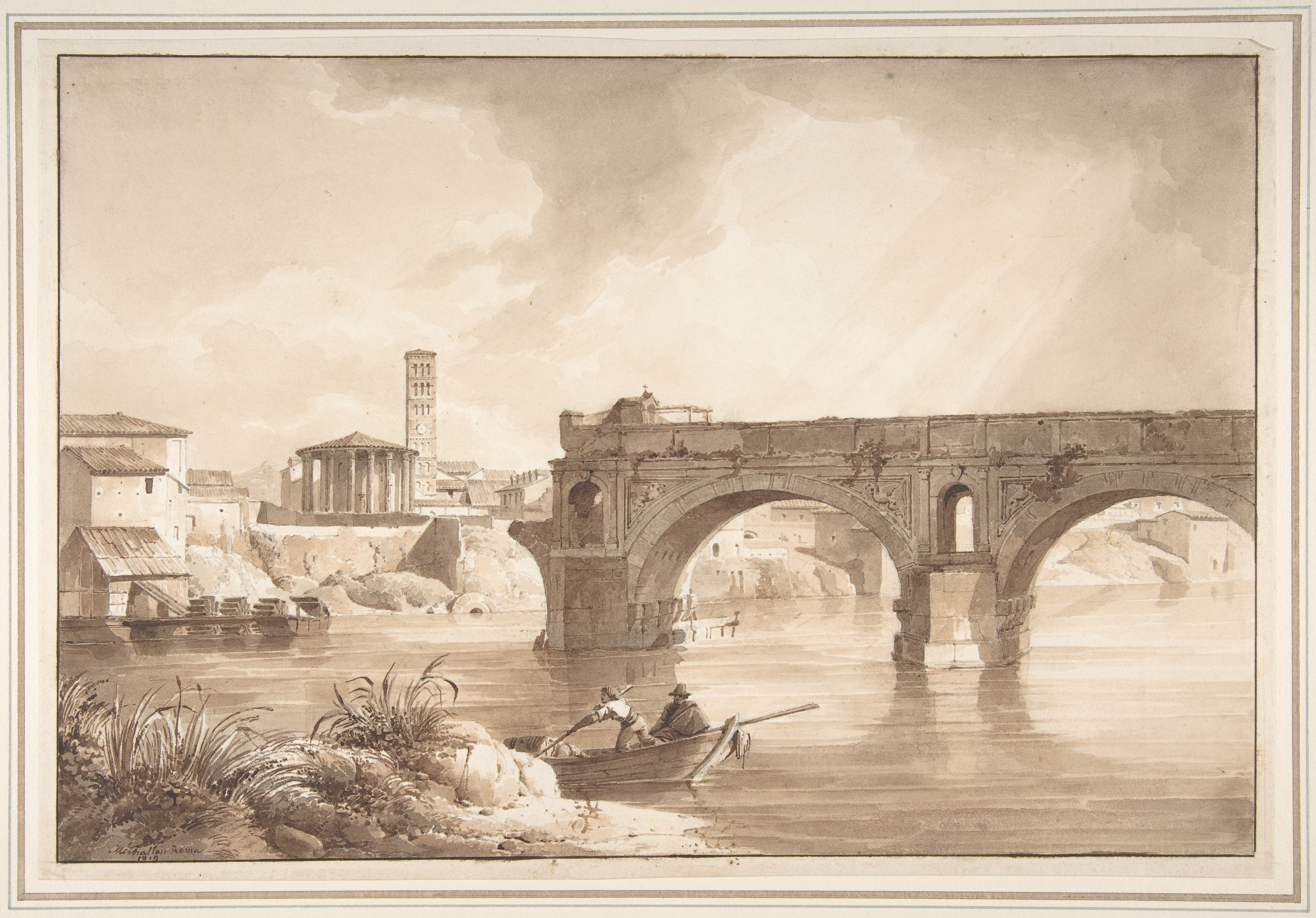
Вид Тибра с северного берега с  храмом Весты, кампанилой Санта-Мария-ин-Козмедин и Понте Ротто. 1819. Бумага, сепия, гуашь. Метрополитен-музей, Нью-Йорк
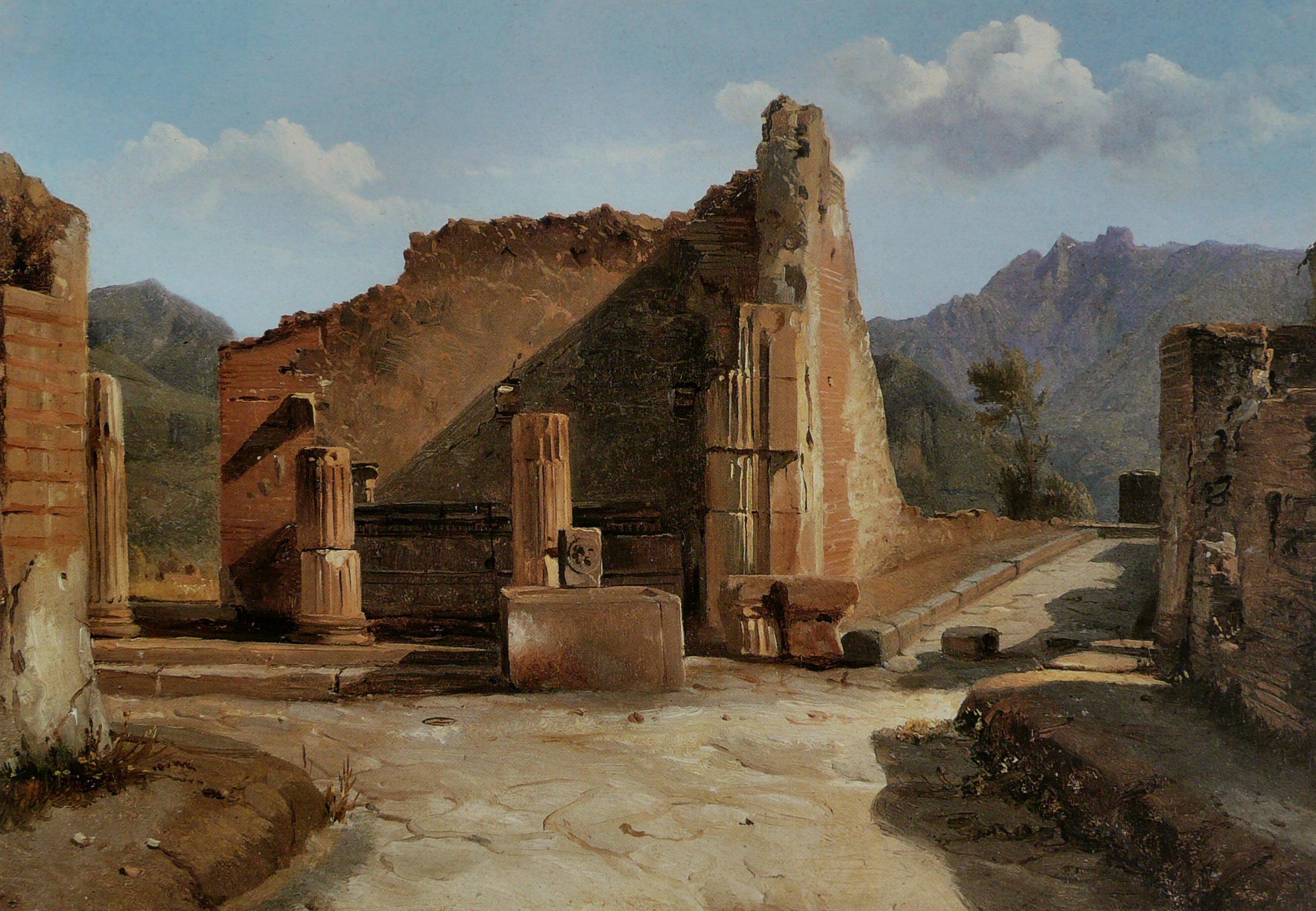
Треугольный форум в Помпеях. Ок. 1820. Бумага на холсте, масло. Лувр, Париж
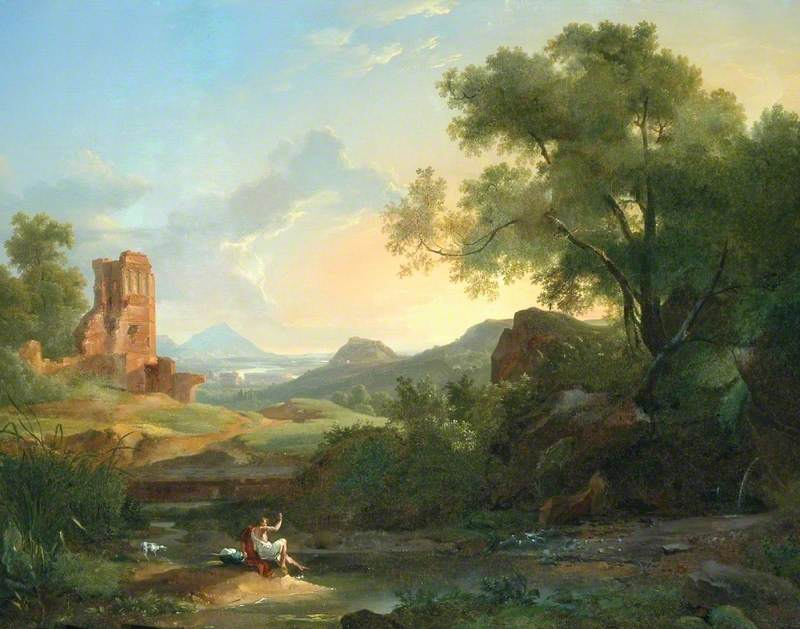
Пейзаж с человеком, напуганным змеёй среди руин. 1817. Холст, масло. Музей Боуз, Бернард-Касл, Великобритания
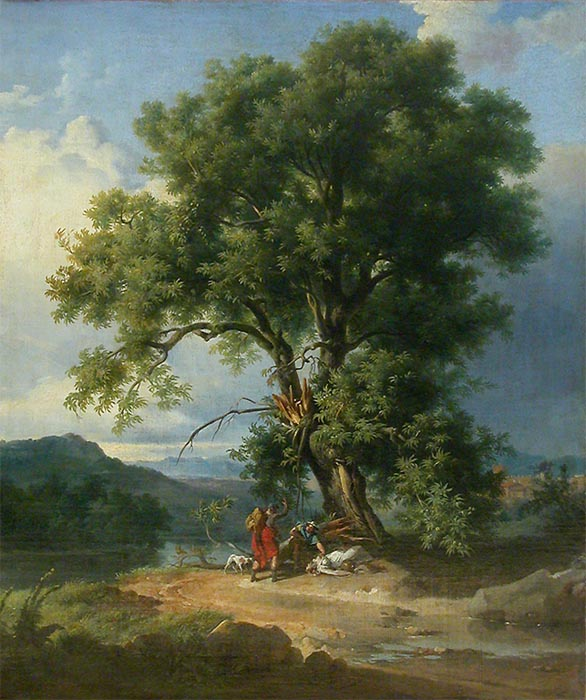
Женщина, поражённая молнией. Между 1800 и 1825. Холст, масло. Лувр, Париж
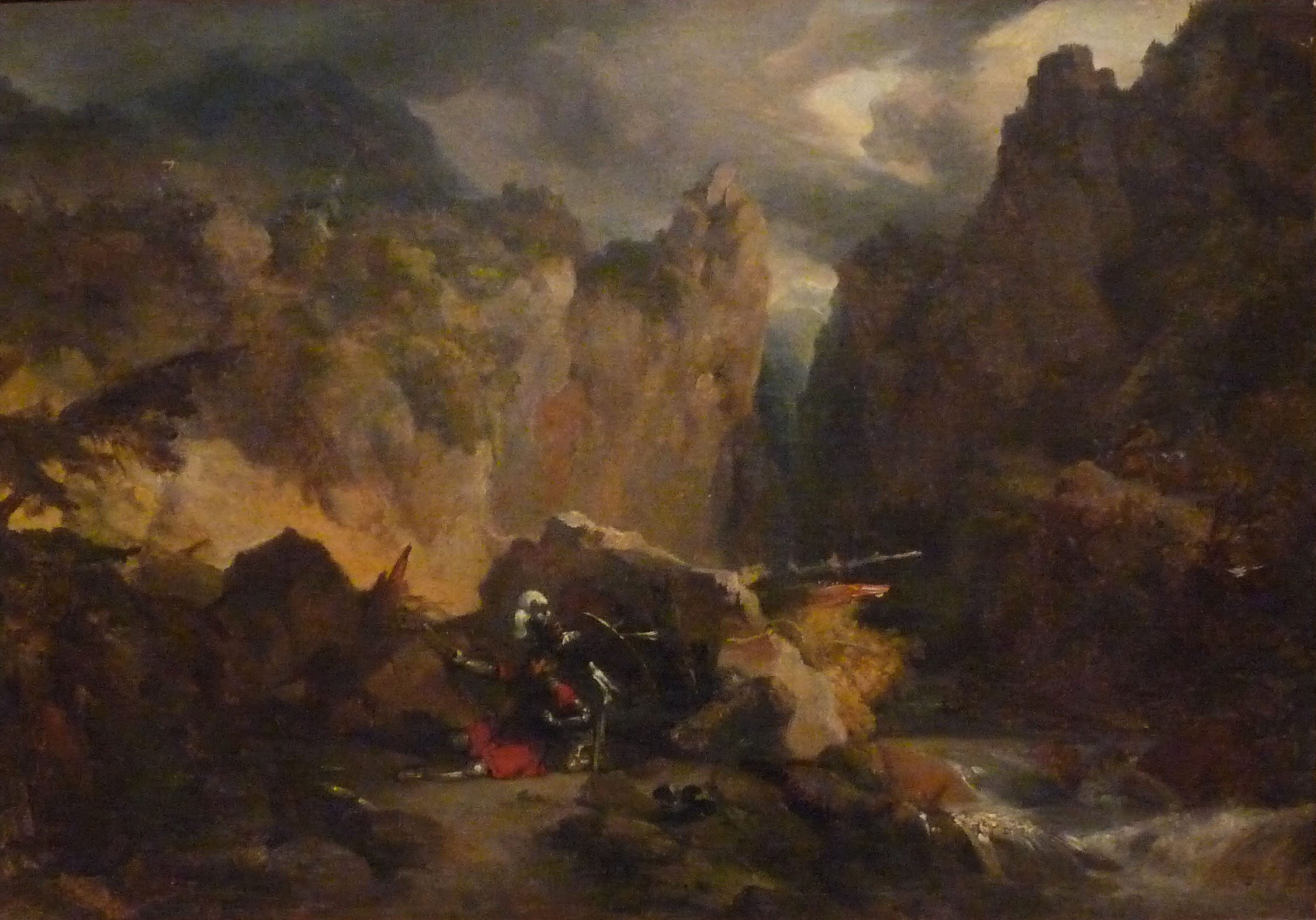
Пейзаж со смертью Роланд. Ок. 1822. Холст, масло. Музей изобразительного искусства, Дворец Рогана, Страсбург
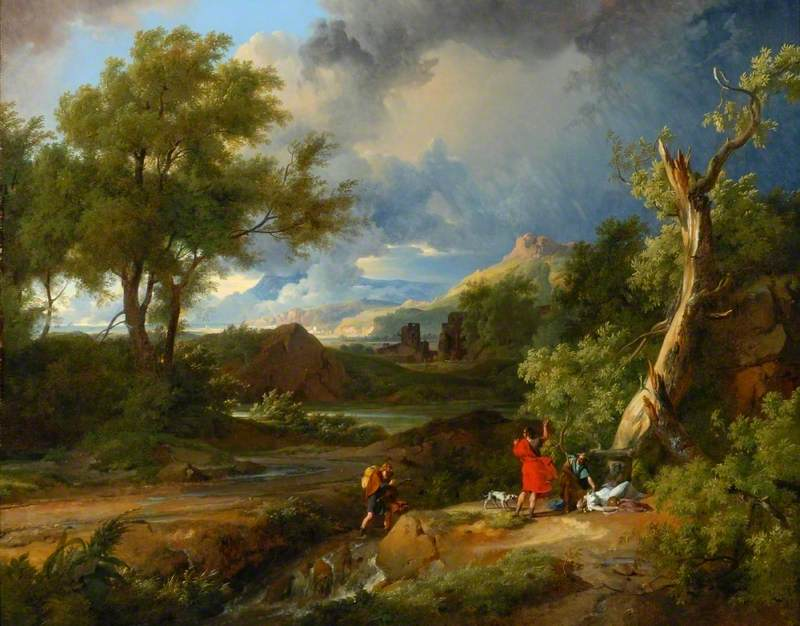
После грозы. 1817. Холст, масло. Музей Боуз, Бернард-Касл, Великобритания
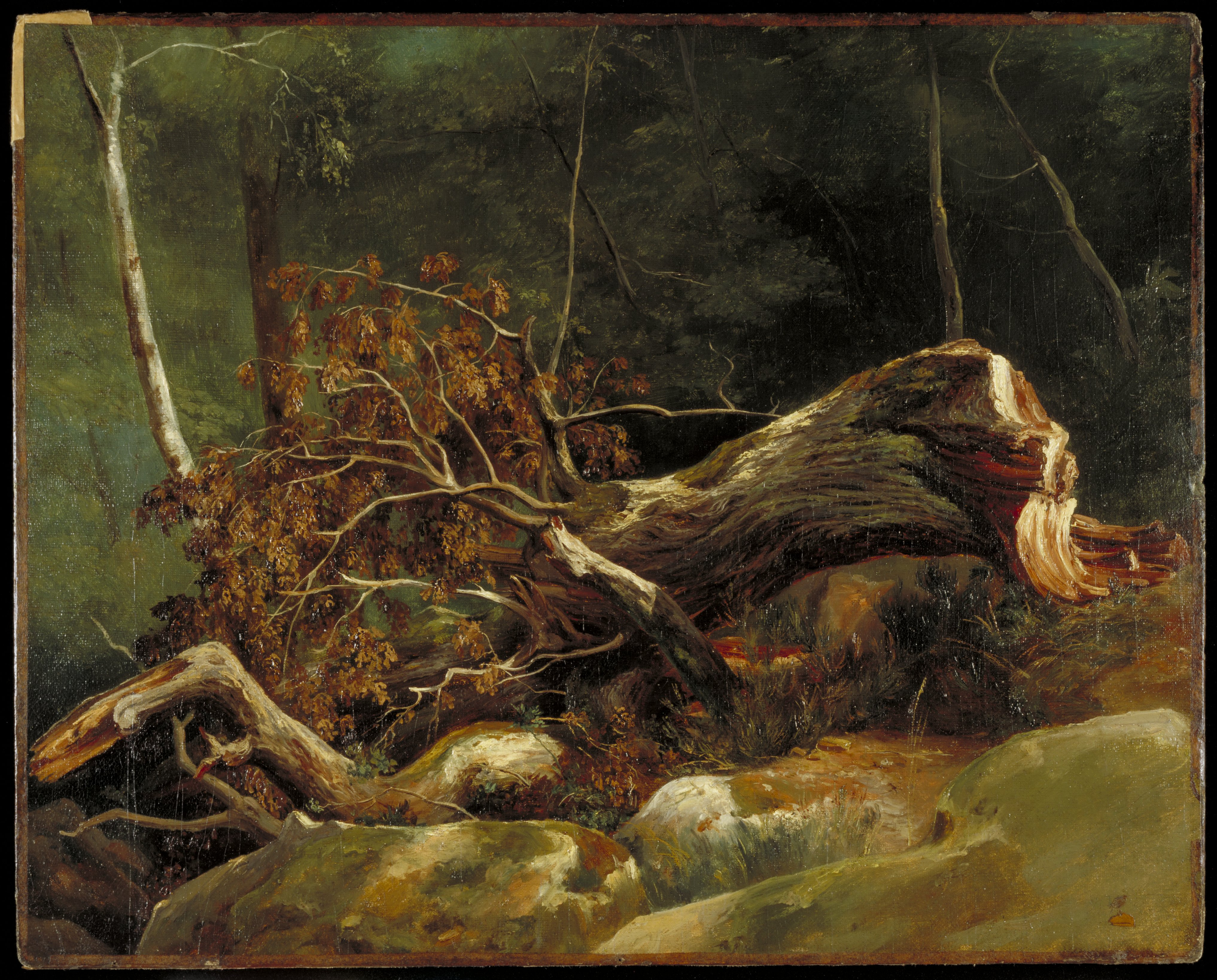
Поваленные деревья. Фонтенбло. 1816. Холст на картоне, масло. Музей искусства, Миннеаполис, США
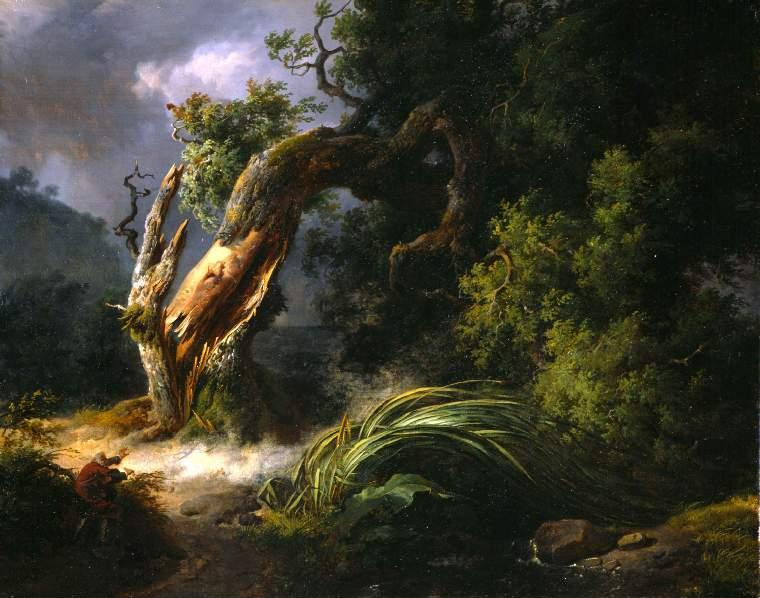
Дуб и тростник. 1816. Холст, масло. Фицуильям музей, Кембридж, Великобритания
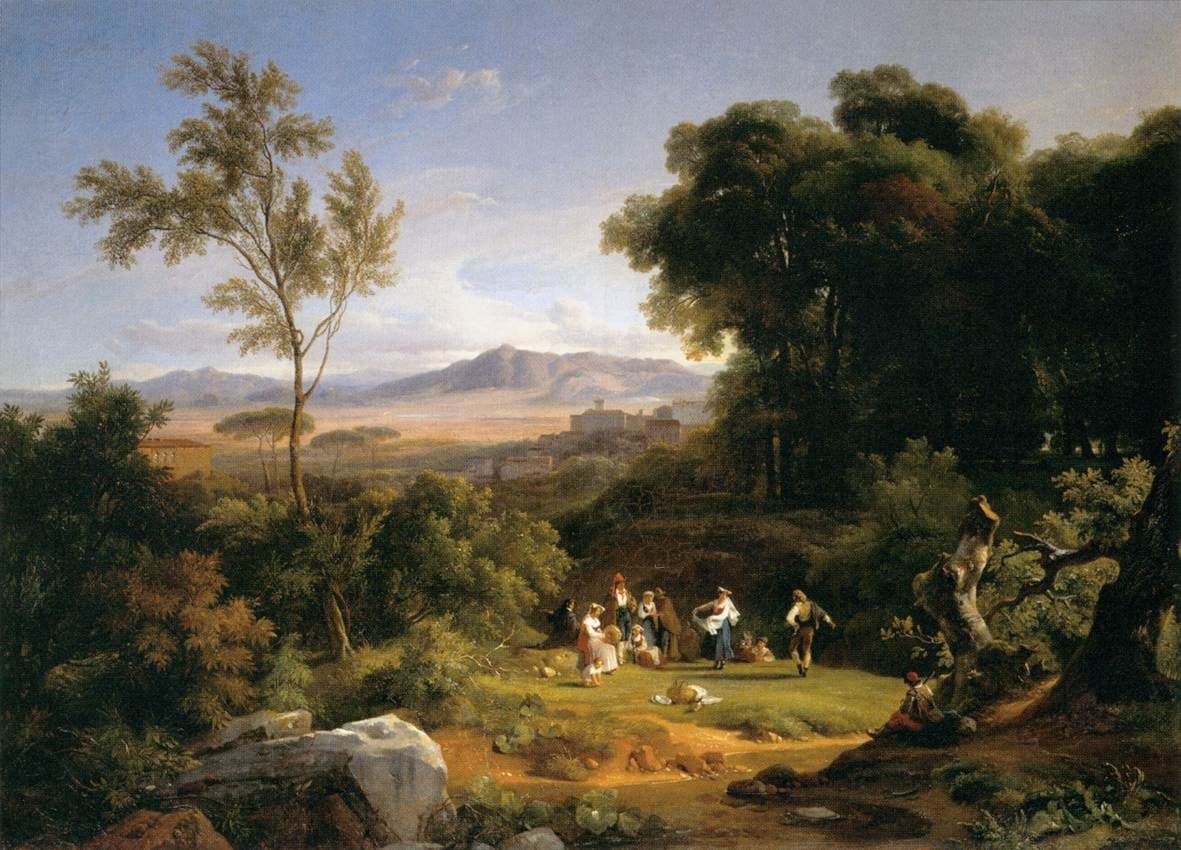
Пейзаж, вдохновлённый видом Фраскати. 1822. Холст, масло. Лувр, Париж
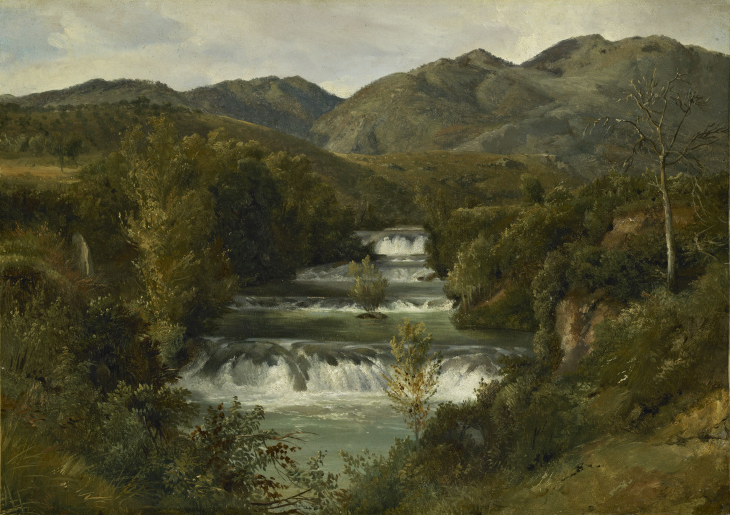
Горный пейзаж, пересечённый потоком. 1819